# Kurt Podratz
Kurt Podratz (* 4. März 1919; † nach 1959) war ein deutscher Fußballspieler.
Podratz war von 1934 bis 1952 für TeBe Berlin aktiv. Von 1952 bis 1954 spielte er für Union Berlin und ließ seine Karriere von 1954 bis 1959 beim BFC Südring Berlin ausklingen.
Er absolvierte mehrere Spiele in der Stadtauswahl Berlin.